# Plastoquinol—plastocianina reductasa
La plastoquinol—plastocianina reductasa (EC 1.10.9.1), es una enzima que cataliza la siguiente reacción química:
Por lo tanto los sustratos de esta enzima son plastocianina oxidada, plastoquinol y toma iones hidrógeno del estroma del cloroplasto; mientras que sus productos son plastocianina reducida, plastoquinona y libera iones hidrógeno del lado del lumen del tilacoide.

## Clasificación
La enzima pertenece a la familia de las oxidorreductasas, más específicamente a aquellas oxidorreductasas que actúan sobre fenoles y sustancias relacionadas como dadores de electrones y con una cuproproteína como aceptor.

## Nomenclatura
El nombre sistemático de esta clase de enzimas es plastoquinol:plastocianina-oxidada oxidorreductasa. Otros nombres de uso común pueden ser: complejo citocromo b6-f, complejo citocromo b6/f, plastoquinol/plastocianina oxidorreductasa y complejo citocromo b6f.

## Estructura y función
La plastoquinol reductasa contiene dos citocromos tipo b, dos citocromos tipo c (cn y f), y un clúster [2Fe-2S] de Rieske. Esta proteína actúa como una bomba de protones, bombeando iones hidrógeno desde el estroma del cloroplasto al lumen del tilacoide.